# Glenea citrina
Glenea citrina är en skalbaggsart som beskrevs av Thomson 1865. Glenea citrina ingår i släktet Glenea och familjen långhorningar. Inga underarter finns listade i Catalogue of Life.